# Lassenia newelli
Lassenia newelli — вид тромбідіформних кліщів родини Tanaupodidae. Вперше описаний у 2021 році. Виявлений у лісах заповідника Глен-Аффрік в області Інвернессшир в Шотландії. Личинки паразитують на попелиці Myzocallis coryli (Goeze, 1778).

## Етимологія
Вид названо на честь британського біолога Ірвіна М. Ньюелла (1916—1979), професора зоології, за його внесок у систематику та екологію кліщів.